# Іліян Стефанов
Іліян Аврамов Стефанов (болг. Илиян Аврамов Стефанов, нар. 20 вересня 1998, Софія, Болгарія) — болгарський футболіст, атакувальний півзахисник клубу «Левські» та національної збірної Болгарії.

## Ігрова кар'єра

### Клубна
Іліян Стефанов є вихованцем футбольної академії столичного клубу «Левські». У 2015 році футболіст перебрався до Італії, де продовжив займатися футболом в молодіжній команді клубу «Авелліно». Сезон 2016/17 Стефанов провів в команді Серії D «Гоццано».
У 2017 році футболіст повернувся до Болгарії, де приєднався до столичного «Локомотива», з яким підписав контракт і продовжив свою кар'єру у Другому дивізіоні Болгарії. своєю грою футболіст привернув увагу клубів з Вищого дивізіону і в лютому 2021 року він перейшов до стану «Берое».
Через два роки, після завершення контракту з «Берое», Стефанов як вільний агент повернувся до свого перешого клубу «Левські», з яким вже у першому сезоні виграв національний Кубок.

### Збірна
У червні 2022 року у матчі Ліги націй проти Північної Македонії Іліян Стефанов дебютував у складі національної збірної Болгарії.

## Титули
Левські
 Переможець Кубка Болгарії: 2021/22